# Музей огня (Жоры)
Музей огня в Жорах (пол. Muzeum Ognia w Żorach) — интерактивный музей в городе Жоры Силезского воеводства, посвящённый истории огня.
Здание музея было спроектировано Барбарой и Оскаром Грубчевски, а его строительство велось в 2009—2014 годах. Здание имеет форму пламени. Мультимедийная выставка музея была создана компанией Adventure Multimedia Museums (создателем, в том числе, экспозиции в Живецком музее-пивоварни и Новом силезском музее в Катовицах). Официальное открытие объекта состоялось 3 декабря 2014 года.

## Архитектура
Архитекторы сделали упор не только на огненную форму, но и на цвет. При строительстве здания использовалась медь, которая по цвету напоминает пламя. Благодаря особой защите материала, стены музея не патинируются и сохраняют свой первоначальный цвет. Помимо меди, в проекте также были использованы бетон, камень и стекло.

## Экспозиция
Концепция экспозиции непосредственно связанна с историей города, в котором часто случались пожары. С 1522 по 1882 год в городе произошло около 30 разрушительных пожаров. Сильный пожар разгорелся в 1702 году, в результате которого сгорела центральная площадь. В 1807 году в очередном пожаре сгорело примерно 150 жилых домов, деревянный костёл и синагога. В 1945 году, во время Второй мировой войны, сгорело 80 % города, так как Жоры находились на линии фронта.
Экспозиция музея представляет историю взаимоотношений человечества с огнём: его разрушительную силу, методы борьбы с огнём, влияние огня на духовность и культуру, а также его физические аспекты. На экспозиции, среди прочего, можно увидеть реконструкцию доисторической пещеры и провести ряд экспериментов — зажечь виртуальный олимпийский огонь или проверить температуру собственного тела. Визиту экспозиции предшествует показ фильма под названием «По следам огня».
Экспозиция расположена на первом этаже и под землёй.